# La Esperanza (Colombie)
Pour les articles homonymes, voir La Esperanza et Esperanza.
La Esperanza est une municipalité située dans le département de Norte de Santander en Colombie.